# Palia Kalan
Palia Kalan é uma cidade  no distrito de Kheri, no estado indiano de Uttar Pradesh.

## Demografia
Segundo o censo de 2001, Palia Kalan tinha uma população de 35,000 habitantes. Os indivíduos do sexo masculino constituem 53% da população e os do sexo feminino 47%. Palia Kalan tem uma taxa de literacia de 54%, inferior à média nacional de 59.5%: a literacia no sexo masculino é de 60% e no sexo feminino é de 46%. Em Palia Kalan, 16% da população está abaixo dos 6 anos de idade.